# Gennadi Nikolajewitsch Strachow
Gennadi Nikolajewitsch Strachow (russisch Геннадий Николаевич Страхов; * 1. Februar 1944 in Moskau; † 30. Dezember 2020) war ein sowjetischer Ringer. Er gewann bei den Olympischen Spielen 1972 in München eine Silbermedaille und wurde 1970 Weltmeister, jeweils im freien Stil im Halbschwergewicht.

## Werdegang
Gennadi Strachow begann als Jugendlicher mit dem Ringen. In die sowjetische Spitzenklasse gelangte er erst, als er Armeeangehöriger wurde und beim ZSKA Moskau von Sergej Preobraschenski trainiert wurde. Er war ein kräftiger, untersetzter Ringer, der bei einer Größe von 1,77 Metern ca. 90 kg auf die Waage brachte. Meister der Sowjetunion wurde er erstmals 1969. 1970 wiederholte er diesen Titelgewinn. 1971 wurde er sowjetischer Vizemeister und 1972 kam er bei dieser Meisterschaft auf den 3. Platz, jeweils im Halbschwergewicht. Seine Hauptkonkurrenten in der Sowjetunion waren Boris Gurewitsch, Omar Bliadse und Pjotr Surikow.
Den ersten Start bei einer internationalen Meisterschaft absolvierte er bei der Europameisterschaft 1969 in Sofia. Er wurde dort auf Anhieb im Halbschwergewicht mit Siegen über Peter Döring, DDR, Ryszard Dlugosz, Polen, Kazimir Valach, Tschechoslowakei, Roland Andersson, Schweden und Attila Balogh, Ungarn, Europameister. Bei der Weltmeisterschaft 1969 in Mar del Plata wurde er noch nicht eingesetzt. Hier holte sich Boris Gurewitsch den Weltmeistertitel, der auch bei der Europameisterschaft 1970 in Berlin den Titel gewann. 
Gennadi Strachow war dafür bei der Weltmeisterschaft 1970 in Edmonton am Start. Er besiegte dort Károly Bajkó aus Ungarn, David Götzer, aus Südafrika, Umberto Marcheggiani, Italien, Bill Harlow, USA und Makoto Kamada aus Japan und wurde damit Weltmeister.
1971 fanden keine Europameisterschaften statt. Austragungsort der Weltmeisterschaften 1971 war Sofia. Gennadi Strachow konnte dort seinen Titel nicht verteidigen. Er gewann in Sofia zwar zunächst gegen Chimid Lundaa aus der Mongolei und Károly Bajkó aus Ungarn, musste dann aber zwei überraschende Niederlagen gegen Nakodo Kemitchi, Japan und Pawel Kurczewski aus Polen hinnehmen. Er schied deshalb nach der 4. Runde aus und kam nur auf den 8. Platz. 
Obwohl Gennadi Strachow 1972 bei der sowjetischen Meisterschaft nur den 3. Platz belegte, wurde er im April 1972 in Kattowitz bei der Europameisterschaft eingesetzt. Er rechtfertigte das in ihn gesetzte Vertrauen und wurde im Halbschwergewicht mit Siegen über Stelică Morcov, Rumänien, Hüseyin Gürsoy, Türkei, Rusi Petrow, Bulgarien und Etienne Martinetti, Schweiz zum zweiten Mal Europameister. Er setzte sich auch in der Olympiaqualifikation durch und startete bei den Olympischen Spielen 1972 München. Er kam dort zu Siegen über Roland Andersson und Changdi Ram, Indien, kämpfte gegen Benjamin Peterson aus den Vereinigten Staaten unentschieden und besiegte Pawel Kurczewski, Günter Spindler aus der DDR und Károly Bajkó. Nach der 6. Runde hatte Gennadi Strachow wie Ben Peterson bei jeweils fünf gewonnenen Kämpfen vier Fehlpunkte. Die Goldmedaille ging aber auf Grund der in den siegreichen Kämpfen erzielten technischen Punkte an Ben Peterson, während sich Gennadi Strachow mit der Silbermedaille begnügen musste. 
Nach den Olympischen Spielen in München war Gennadi Strachow bei keinen internationalen Meisterschaften mehr am Start.
Am 30. Dezember 2020 starb Strachow im Alter von 76 Jahren während der COVID-19-Pandemie an den Folgen einer SARS-CoV-2-Infektion.

## Internationale Erfolge
| Jahr | Platz  | Wettbewerb      | Gewichtsklasse | Ergebnisse |
| 1969 | 1.     | EM in Sofia     | Halbschwer     | nach Siegen über Peter Döring, DDR, Ryszard Dlugosz, Polen, Kazimir Valach, CSSR, Roland Andersson, Schweden und Attila Balogh, Ungarn                                              |
| 1970 | 1.     | WM in Edmonton  | Halbschwer     | nach Siegen über Károly Bajkó, Ungarn, David Götzer, Südafrika, Umberto Marcheggiani, Italien, Bill Harlow, USA und Makoto Kamada, Japan                                            |
| 1971 | 8.     | WM in Sofia     | Halbschwer     | nach Siegen über Chimid Lundaa, Mongolei und Károly Bajkó und Niederlagen gegen Nakodo Kemitchi, Japan und Pawel Kurczewski, Polen                                                  |
| 1972 | 1.     | EM in Kattowitz | Halbschwer     | nach Siegen über Stelică Morcov, Rumänien, Hüseyin Gürsoy, Türkei, Rusi Petrow, Bulgarien und Etienne Martinetti, Schweiz                                                           |
| 1972 | Silber | OS in München   | Halbschwer     | nach Siegen über Roland Andersson und Changdi Ram, Indien, einem Unentschieden gegen Benjamin Peterson, USA und Siegen über Pawel Kurczewski, Günter Spindler, DDR und Károly Bajkó |

Erläuterungen
- alle Wettkämpfe im freien Stil
- Halbschwergewicht, Gewichtsklasse damals bis 90 kg Körpergewicht
- OS = Olympische Spiele, WM = Weltmeisterschaft, EM = Europameisterschaft